# Росон, Артуро
Артуро Росон Корвалан (исп. Arturo Rawson Corvalán, 4 июня 1885, Сантьяго-дель-Эстеро — 8 октября 1952, Буэнос-Айрес) — аргентинский военный, который после военного переворота фактически был правителем Аргентины с 4 по 7 июня 1943 года.

## Биография
Родился в Сантьяго-дель-Эстеро, закончил Аргентинский военный колледж в 1907 году и в дальнейшем преподавал в этом же колледже некоторое время. Росон быстро поднялся по служебной лестнице аргентинской армии и, наконец, получил звание генерала. В 1943 году Росон принял командование кавалерией в Кампо-де-Майо. 3 июня 1943 года Росон начал контактировать с членами GOU (Группа объединённых офицеров) — группой военнослужащих, которые имели целью свергнуть аргентинское гражданское правительство. GOU, которая не имела достаточного количества войск для совершения переворота, была убеждена, что Росон обеспечит столько солдат, сколько понадобится. 4 июня 10 000 солдат под командованием Росона вошли в Буэнос-Айрес и свергли правительство Рамона Кастильо.
В тот же день Росон провозгласил себя президентом Аргентины, помешав Педро Пабло Рамиресу сделать то же. Однако он отказался привлечь к своему правительству представителей GOU, которые заставили его уйти в отставку уже 7 июня. Срок пребывания Росон на посту главы государства был настолько коротким, что он так и не успел принять присягу.
После своей отставки Росон был назначен на должность посла в Бразилии, этот пост он занимал до 1944 года. Он поздравил Рамиреса, когда тот разорвал отношения с Германией и Японией. В 1945 году Росон был арестован и приговорён военным трибуналом за оппозицию правительству президента Эдельмиро Фаррелла, но его быстро освободили. В сентябре 1951 года Росон поддержал генерала Бенхамина Менендеса в его попытке свергнуть правительство Хуана Перона, за что Росон был ненадолго арестован. Его авторству принадлежит книга «Аргентина и Боливия в эпоху освобождения» (исп. Argentina y Bolivia en la epopeya de la emancipación). Росон умер от сердечного приступа в Буэнос-Айресе в 1952 году. Он похоронен на кладбище Реколета.